# Käpplunda

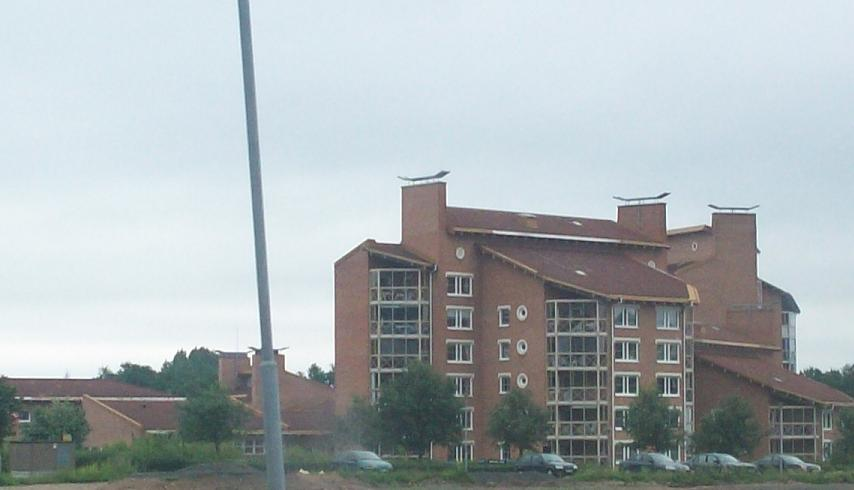
Käpplunda Gärde

Käpplunda är en stadsdel nordväst om Skövdes centrum, mellan Havstena och Dälderna.
Käpplunda ligger nedanför Billingens fot med 2 km till centrum och lika långt till Elins Esplanad. Där finns en slalombacke och en skola med låg- och mellanstadium. Bakom skolan ligger två sjöar, Käpplundasjön och Havstenasjön. Käpplunda Gärde är ett äldreboende i området. Där finns även vårdcentral, tandläkare och ett apotek.
Käpplunda park är ett bostadsområde som har byggts bredvid äldreboendet.